# Veresjön
Veresjön är en sjö i Bollebygds kommun i Västergötland och ingår i Göta älvs huvudavrinningsområde. Sjön är 27 meter djup, har en yta på 0,148 kvadratkilometer och befinner sig 125,4 meter över havet. Sjön avvattnas av vattendraget Gullbergsån (Mölndalsån).

## Delavrinningsområde
Veresjön ingår i det delavrinningsområde (640637-130498) som SMHI kallar för Utloppet av Östra Nedsjön. Medelhöjden är 158 meter över havet och ytan är 40,37 kvadratkilometer. Det finns inga avrinningsområden uppströms utan avrinningsområdet är högsta punkten. Gullbergsån (Mölndalsån) som avvattnar avrinningsområdet har biflödesordning 3, vilket innebär att vattnet flödar genom totalt 3 vattendrag innan det når havet efter 49 kilometer. Avrinningsområdet består mestadels av skog (70 %). Avrinningsområdet har 7,97 kvadratkilometer vattenytor vilket ger det en sjöprocent på 19,7 %.